# タイン (バーク船・1841年)
タイン（Tyne）は、イングランドのサンダーランドで建造され、1841年に進水したバーク船である。タイン号はニュージーランド会社のために移民を輸送する目的で、ニュージーランドまで2回の航海を行った。タイン号は1845年7月、3回目の航海中に難破した。所有者はビルトン&カンパニー。ニューカッスルを母港とした。

## 1回目の航海
タイン号は1841年にロイド船級協会に登録された。タイン号は1841年にチャールズ・ロバートソン船長の指揮の下、4月6日にダウンズ（グレイヴズエンド近郊）を出航した。一部の情報源では3月25日にロンドンを出航したとも伝えられている。約4カ月の航海を経て、8月9日にニュージーランドのポートニコルソン（ウェリントン）に到着した。この航海の目的は、ニュージーランド会社のために移民をニュージーランドへ輸送することであった。ニュージーランド会社は、イギリスからの組織的な移民を促進し、ニュージーランドの植民地化を推進する重要な役割を担っていた。
この航海には、ニュージーランドの初期の指導者となる重要な人物も乗船していた。初代ニュージーランド最高裁判所長官ウィリアム・マーティンや、初代ニュージーランド司法長官のウィリアム・スウェインソンらが挙げられる。タイン号はこの航海で98名の乗客を運んだ。詳細な乗客名簿が残されており、客室乗客と船倉乗客の名前、年齢、職業などが記録されている。この名簿は、当時の移民の構成や背景を知る上で貴重な情報源であり、系図学的な研究にとっても重要な資料となっている。
タイン号は9月6日、テムズに向けて出航した。その後テムズからオークランドに向かい、オークランドで11月末まで滞在した後、ウェリントンに戻った。1842年2月12日、タインはシドニーに向けて出航し、2月24日に到着した。

## 2回目の航海
1843年2月12日、タイン号はロンドンから2回目の航海に出発した。前回同様、ニュージーランド会社のための移民輸送が主たる目的であり、船長も船長は前回と同じくチャールズ・ロバートソンであった。ロンドンからウェリントンへの航海には17名の乗客がいた。タイン号は5月12日、喜望峰に寄港した。この寄港は、難破したプリンス・ルーパート号の乗客を収容するためであった。喜望峰では、難破したプリンス・ルーパート号からバーンズ一家が乗船した。7月31日、ホバートに寄港。この地で、二等航海士のジェームズ・スチュワートがダーウェント川に転落し溺死する事故があった。また一部の乗客は、ニュージーランドで発生したワイラウ騒乱の報道を受けて、乗船を拒否した。
タイン号は8月11日、ポートニコルソン（ウェリントン）に到着し、9月28日にネルソンに到着した。ネルソン到着時、ウェリントンからの訪問者であるセント・ヒル氏という乗客が1名が記録されている。タイン号はそこからカピティ島を経由して11月5日にウェリントンに戻り、11月25日にウェリントンからポートフィリップに向けて出航した。184年にはウェリントンに戻っている。1844年5月23日、タイン号はウェリントンからロンドンに向けて出航した。

## 3回目の航海
1845年初頭、タイン号はロンドンからポートニコルソン（ウェリントン）へ向けて出航し、7月3日にスティーブンズ島に到着した。タイン号はクック海峡のテラフィティ岬付近で激しい南風の嵐に遭遇した。7月4日の午後5時頃、タイン号はメインマストとフォアマストを失いながら岩礁に打ち上げられ、座礁した。7月6日、第96歩兵連隊の兵士や地元の民兵が救助に当たり、乗船者全員が救助された。死者は0名であった。難破当時、タイン号は6000ポンド相当の正貨（金貨または銀貨）を積んでいた。この積荷の一部は後に回収された。